# Mary Detournay
Pour les articles homonymes, voir Detournay.
Mary Detournay-Stevens est une pongiste belge.

## Carrière
Mary Detournay remporte la médaille de bronze en double dames avec Josée Wouters aux Championnats du monde de tennis de table 1947.
Elle est sacrée championne de Belgique à six reprises entre 1937 et 1952.